# ضميات مشابهة للعلق
ضميات مشابهة للعلق (الاسم العلمي: Bdellovibrionaceae) هي فصيلة من البكتيريا، سلبية الغرام، تتبع المتقلبات.